# Milan Balabán

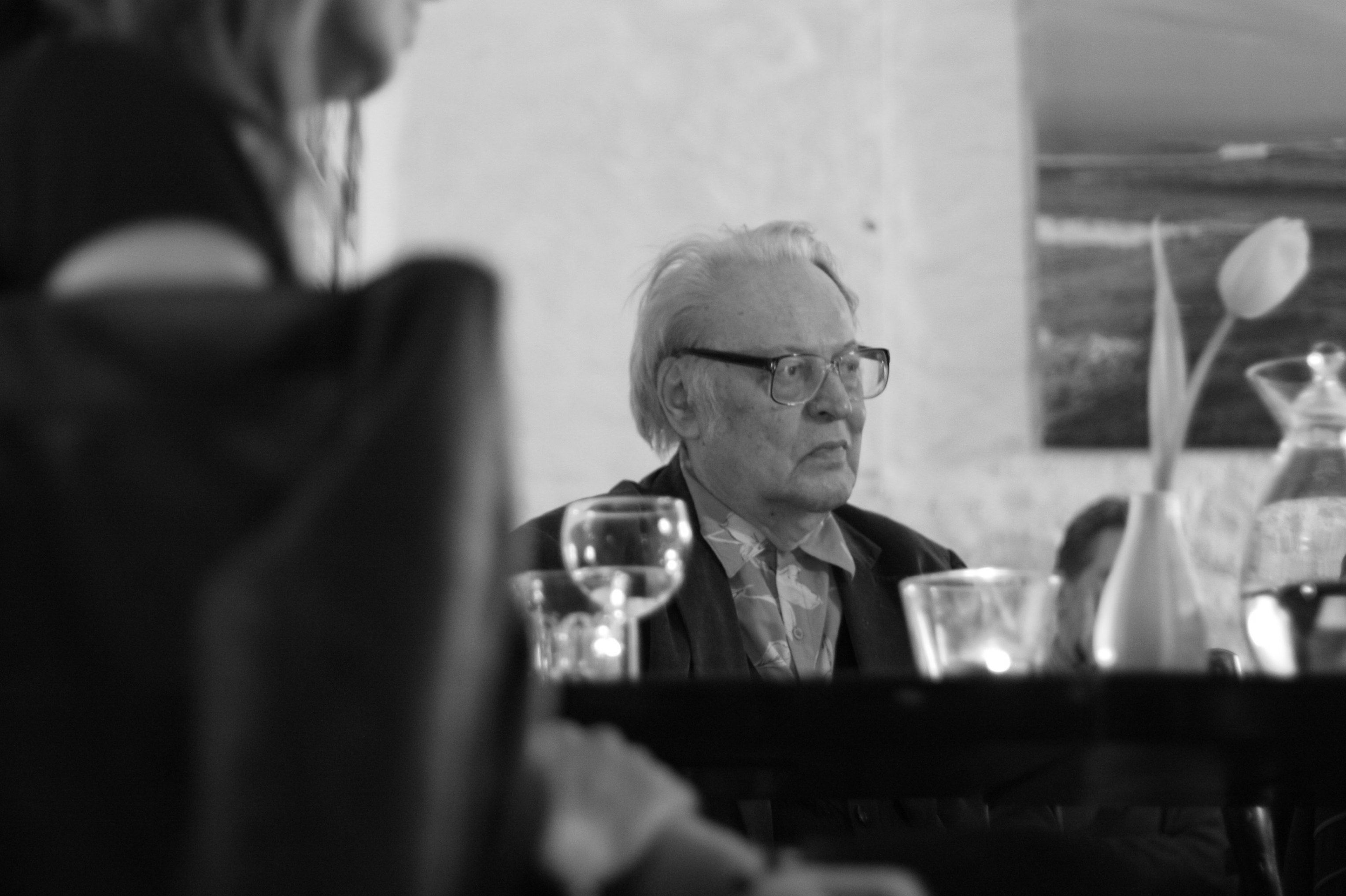
Milan Balabán (2010)

Milan Balabán (* 3. September 1929 in Boratyn, Polen; † 4. Januar 2019) war ein tschechischer Professor für Religion und Altes Testament.

## Leben
Der Sohn des evangelischen Geistlichen Antonín Balabán absolvierte das Realgymnasium in Zábřeh na Moravě und studierte anschließend von 1948 bis 1952 Theologie an der Evangelisch-Theologischen Fakultät in Prag. Nach Beendigung seines Studiums nahm er die Stelle eines Vikars und später Pfarrers der Evangelischen Kirche der Böhmischen Brüder in Havířov, Strmilov, Semtěš bei Čáslav und in Prag-Radotín an. 1969 studierte er postgradual am Ökumenischen Institut Bossey. Von 1974 bis 1990, in der Zeit, in der ihm die seelsorgerliche Arbeit vom Staat verboten wurde, war er als einfacher Arbeiter und technischer Angestellter tätig. Er unterschrieb das Manifest Charta 77, nahm als Dissident an der oppositionellen Bewegung teil und publizierte im Samisdat. Von 1987 bis 1993 arbeitete Balabán mit dem Local Examinations Syndicate for Religious Studies zusammen, das ein Fernstudium der Theologie für tschechische Studenten anbot. 1990 erhielt er den Doktortitel und die Stelle eines Fachassistenten für Religion an der Prager Universität und gleichzeitig eine Anstellung am Lehrstuhl für Altes Testament und Religion an der Evangelisch-Theologischen Fakultät. 1993 habilitierte sich Balabán; ab 1995 war er ordentlicher Professor für das Fach Religion an der Karls-Universität in Prag.

## Lehre
In seiner theologischen Dissertation konzentrierte sich Balabán vor allem auf das Alte Testament und die Judaistik. An der Komenský-Fakultät legte er seine Dissertation im Fach Altes Testament vor: „Ch-R–Sch im Alten Testament. Psychologische und kultische Aspekte der Wurzel Chrsch“. Promovieren durfte er aber erst nach der Samtenen Revolution 1990. Sein Wirken war stark von den Erfahrungen, die er in seiner aktiven Tätigkeit für die Charta 77 gewonnen hatte, geprägt, sowie seiner Tutorialtätigkeit im Rahmen eines Fernstudiums an der Universität Cambridge. Neben seiner Lehrtätigkeit nahm er an vielen Vortragsveranstaltungen und internationalen Konferenzen teil. Seine wissenschaftliche Tätigkeit war bestimmt von dem Bestreben, das Alte Testament vielfältig zu interpretieren – nicht nur historisch-kritisch, sondern auch philosophisch und psychologisch. Er beschäftigte sich dabei vor allem mit Fragen der Erscheinungen und der Geschichte Israels. Große Aufmerksamkeit widmete er der Interpretation von Mythen und deren Beziehung zur Geschichte. In seinen Arbeiten über die Magie versuchte er die positiven Aspekte der frühen Magie in Israel hervorzuheben. Er ging dabei davon aus, dass die Magie eine Methode des Zwiegesprächs zwischen Menschen und Gott sei.

## Dichtung
Milan Balabán gehörte auch zu den zwar weniger bekannten, aber doch wichtigen tschechischen Dichtern seiner Generation. Seine Dichtung war lyrisch orientiert und verband sich organisch mit seiner biblischen und religiösen Arbeit, von der sie auch maßgeblich beeinflusst war. So übernahm er beispielsweise die Übertragung des Hohelieds Salomos in der neuen tschechischen Bibelübersetzung.

## Mitgliedschaften
Balabán war Mitglied des alttestamentlichen Übersetzungszirkels, stellvertretender Vorsitzender der Gesellschaft für das Glaubensstudium in Brno, Mitglied der Redaktionsräte von Religio, Reflexe, Komunikace und anderer Periodika.

## Publikationen
Balabán war Mitautor der Tschechischen Bibelübersetzung und deren Kommentierung (1968–1985) sowie an der Abfassung und Bearbeitung diverser Lehrbücher beteiligt. Neben Fachbüchern veröffentlichte er auch religiöse Gedichte.

## In deutscher Sprache geschriebene Werke
- Der Kralitzer Kurzkommentar zum Hohenlied, Bonn 1994
- Die Bibel und die Religionswissenschaft. Magie und Verkündigung, The Bible in *Cultural Context, 1994
- Das europäische Christentum: Eine Landschaft von Kirchen und Konfessionen, 6. *Leuther-heider Forum, Paul-Kleinewefers-Stiftung, Krefeld 1994
- Heimat und Heimatlosigkeit im Alten Testament, Landgabe. Festschrift für Jan Heller, 1995
- Glaube und allgemeine Religiosität in der postkommunistischen Gesellschaft der Tschechischen Republik, Rostocker Forum I, Rostock 1997
- Proto-Nahum und die Geschichtsphilosophie, Communio viatorum (CV) 1962
- Kosmische Dimension des Wunders in Gibeon, CV 1969
- Tsjechische Vragen. Über die sog. Pragerschule, Debharim (Kampen) 1986